# Let Love Lead the Way
Let Love Lead the Way este un single al formației de origine britanică Spice Girls aflat pe albumul Forever.